# アクセル・ディサシ
- アクセル・ディザシ
- アクセル・ディザジ

アクセル・ディサシ（Axel Disasi）ことアクセル・ウィルソン・アルトゥール・ディサシ・ムハキニス・ベーリョ（Axel Wilson Arthur Disasi Mhakinis Belho、1998年3月11日）は、フランス・ゴネス出身のサッカー選手。アストン・ヴィラFC所属。ポジションはDF。フランス代表。

## クラブ経歴

### キャリア初期
ディサシの両親はコンゴ民主共和国からの移民であり、イル＝ド＝フランス地域圏のゴネスに居を構えた。ディサシは1998年にそのゴネスで生を受け、2004年に6歳で地元のアマチュアクラブでサッカーを始めた。2014年、パリFCのアカデミーに入団し、U-17からU-19までの各世代で選手としての経験を積んだ。2015年12月5日、クープ・ドゥ・フランスのUSブローニュ戦にて、後半15分から途中出場したことでパリFCのプロデビューを果たした。

### スタッド・ランス
2016年7月、パリFCを退団してスタッド・ランスに移籍し、練習生としての契約を結んだ。加入1シーズン目はBチームでプレーし、トップチームにはリーグ・ドゥで1試合のみ出場したが、シーズン終了後の2017年11月にクラブと3年間のプロ契約を結んだ。プロ選手として臨んだ2017-18シーズンは、ニーム・オリンピック戦でプロ初ゴールを挙げるなど充実したシーズンを送り、クラブのリーグ・ドゥ・優勝とリーグ・アン昇格に貢献した。リーグ・アン昇格後もレギュラーとしてプレーし、2020年3月にはコンゴ民主共和国代表から初招集を受けたが、ディサシはこれを辞退した。

### モナコ
2020年8月7日、ASモナコと5年契約を交わした。加入1年目ながら当時の監督ニコ・コヴァチによって副キャプテンに任命され、移籍後最初のリーグ戦となった古巣スタッド・ランス戦でいきなり初得点を記録した。この2020-21シーズン、モナコはクープ・ドゥ・フランスにてパリ・サンジェルマンFCとの決勝に進出し、その試合でディサシは先発メンバーに選ばれた。しかし、自身のミスもあってキリアン・エムバペに得点を許し、結果は0-2で敗れてしまった。昨シーズンに引き続き2021-22シーズンも最終ラインの中心選手としてプレーし、UEFAヨーロッパリーグのレアル・ソシエダ戦では得点を挙げ、キャリア初の国際大会初得点を記録した。

### チェルシー
2023年8月4日、チェルシーFCへ移籍した。6年契約で移籍金は4500万ユーロとみられている。背番号は2番。2023-24シーズン、リヴァプールとの開幕戦で初スタメン、初ゴールを記録した。

### アストン・ヴィラ
2025年2月4日、アストン・ヴィラ へローン移籍を発表

## 代表経歴
2021年5月24日、所属クラブのASモナコでのプレーが評価され、UEFA U-21欧州選手権2021に出場するU-21フランス代表に初招集されたが、同大会での出番はなかった。
2022年11月14日、負傷したプレスネル・キンペンベに代わって2022 FIFAワールドカップに臨むフランス代表に招集された。グループステージ最終節のチュニジア代表戦でフル代表デビューを飾ったが、0-1で試合には敗れた。

## 代表歴

### 出場大会
- フランス代表
  - 2022 FIFAワールドカップ

### 試合数
- 国際Aマッチ 5試合 0得点（2022年-）[21]

| フランス代表 | 国際Aマッチ | 国際Aマッチ |
| 年           | 出場        | 得点        |
| ------------ | ----------- | ----------- |
| 2022         | 3           | 0           |
| 2023         | 2           | 0           |
| 通算         | 5           | 0           |

## タイトル

### クラブ
スタッド・ランス
- リーグ・ドゥ : 1回 (2017-18)